# Anticipating
"Anticipating"는 미국의 가수 브리트니 스피어스의 세 번째 음반 Britney의 싱글이다. 뮤직비디오는 Live from Las Vegas의 공연장면이다.

## 트랙리스트
- CD 싱글

1. "Anticipating" – 3:16
2. "I'm Not a Girl, Not Yet a Woman" (Metro Mix) – 5:25
3. "Overprotected" (Darkchild Remix) – 3:18